# Die Maßnahme (Drama)
Die Maßnahme ist ein Drama von Bertolt Brecht. Wie Der Jasager/Der Neinsager oder Das Badener Lehrstück vom Einverständnis gehört es zu den sogenannten Lehrstücken.

## Entstehung
Die Maßnahme entstand in Zusammenarbeit mit dem Komponisten Hanns Eisler aus einer Umarbeitung der Schuloper Der Jasager, die Brecht um 1929/30 nach einer japanischen Nō-Theater-Vorlage in der Übersetzung von Elisabeth Hauptmann schrieb und zu der Kurt Weill die Musik komponiert hatte. Uraufgeführt wurde das Lehrstück am 13./14. Dezember 1930 im Haus der „alten“ Berliner Philharmonie in der Bernburger Straße in einer Nachtvorstellung. Aufgrund heftiger Kritik und Diskussion nach der Uraufführung schrieb Brecht eine zweite Fassung, die Ende 1932 gedruckt wurde.

## Inhalt
Vier kommunistische Agitatoren treten vor den „Kontrollchor“ (das Parteigericht), um die Tötung und Auslöschung eines jungen Genossen zu begründen. Dabei spielen sie die Situationen nach, die zu dieser extremen „Maßnahme“ geführt haben. Ihre Mission hatte darin bestanden, von Russland aus nach China zu gehen, um dort Propaganda zu betreiben: An der Grenze werden sie von einem ortskundigen Genossen empfangen, der sie im Auftrag der Partei begleiten soll. Die Agitatoren löschen mithilfe von Masken ihre Identität aus und gehen als Chinesen verkleidet über die Grenze. Die gesellschaftlichen Verhältnisse in China sind geprägt von brutalster Ausbeutung und Unterdrückung. Unter anderem werden Menschen als Zugtiere benutzt, da sie aus Sicht der kapitalistischen Ausbeuter rentabler sind als wirkliche Lastentiere.
Die Agitatoren gewinnen schnell Anhänger unter der chinesischen Arbeiterschaft und es gelingt ihnen, die Mehrheit für ihre Sache zu begeistern. Der junge Genosse vermag es jedoch nicht, sich in angemessener Weise taktisch zu verhalten: Statt die von den Agitatoren beschlossenen Aktionen durchzuführen, zeigt er immer wieder Mitleid und gefährdet dadurch die Arbeit der Gruppe. Zuletzt reißt er sich die Maske ab. Nach ihrer Entlarvung als fremde Revolutionäre fliehen die Agitatoren und töten den jungen Genossen mit dessen Einverständnis, um nicht selbst von den Chinesen getötet zu werden. Daraufhin setzen sie erfolgreich ihre Arbeit fort. Auch in China „marschiert“ schließlich die Revolution. Zurück in Russland müssen sie sich vor einem Parteigericht für die Tötung des jungen Genossen verantworten. Das Stück endet mit einer grundsätzlichen Diskussion, wie weit die Revolution moralische Grundsätze verletzen darf, um Ausbeutung und Unterdrückung wirksam zu bekämpfen.

## Stil
Die Maßnahme gehört zu den Lehrstücken. Der Grundgedanke der Lehrstückdramaturgie besteht darin, dass das Spiel nicht an ein Publikum, sondern an die Schauspieler selbst gerichtet ist. Durch die Einnahme verschiedener Haltungen und Gesten sollen sie politisch geschult werden. Zugleich enthalten Text und Musik zahlreiche Verweise auf die Dramaturgie der (bachschen) Passionen.
Es gilt als sicher, dass mehrere Werke Lenins Einfluss auf die Problemstellung des Stückes gewannen, so Der „Linke Radikalismus“, die Kinderkrankheit im Kommunismus. Brecht suchte für sein Stück die Zusammenarbeit mit Arbeiterchören und auch die Kommunikation mit der revolutionären Arbeiterbewegung. Dies unterscheidet Die Maßnahme von früheren Lehrstücken, die an bürgerliche Reformbestrebungen anknüpften.

## Rezeption
Die Maßnahme war eines der umstrittensten Werke von Bertolt Brecht, da er in diesem Drama indirekt die (allerdings erst einige Jahre später in vollem Umfang einsetzenden) „Säuberungen Stalins“ in der Sowjetunion zu rechtfertigen schien. Viele störten sich auch an dem euphemistischen Begriff „Maßnahme“ für die Tötung eines Menschen. Andererseits wurde – vor allem von kommunistischer Seite – kritisiert, dass es sich bei dem Stück – trotz des Konfliktes – um eine sehr schematische Arbeit Brechts handelt. Nach 1945 hat Brecht Aufführungen der Maßnahme untersagt, zugleich aber in einem Gespräch mit Manfred Wekwerth das Stück als Beispiel für das „Theater der Zukunft“ bezeichnet. 
Zu Die Maßnahme schreibt Walter Benjamin in seinem Vortrag Der Autor als Produzent (1934) mit Bezug auf Eislers Beobachtung, Musik ohne Worte habe ihre große Bedeutung und ihre volle Ausdehnung erst im Kapitalismus erhalten, dass „die Veränderung eines Konzertes in ein politisches Meeting“ „nicht ohne Mitwirkung des Wortes“ möglich ist, und er fügt als Beispiel an: „Daß aber eine solche Veränderung in der Tat einen Höchststand der musikalischen und literarischen Technik darstellt, haben Brecht und Eisler mit dem Lehrstück Die Maßnahme bewiesen.“
In seinem Stück Mauser (1970) greift Heiner Müller die Problematik der Maßnahme auf und spitzt sie inhaltlich und formal zu.